# I Was Born to Love You (single)
I Was Born to Love You is een single van Freddie Mercury (bekend van de band Queen) uit 1985. De single is afkomstig van zijn debuutalbum Mr. Bad Guy.

## Hitnoteringen

### Nederlandse Top 40
| Hitnotering: 18-05-1985 t/m 01-06-1985 | Hitnotering: 18-05-1985 t/m 01-06-1985 | Hitnotering: 18-05-1985 t/m 01-06-1985 | Hitnotering: 18-05-1985 t/m 01-06-1985 | Hitnotering: 18-05-1985 t/m 01-06-1985 |
| Week:                                  | 1                                      | 2                                      | 3                                      |                                        |
| -------------------------------------- | -------------------------------------- | -------------------------------------- | -------------------------------------- | -------------------------------------- |
| Positie:                               | 39                                     | 36                                     | 34                                     | uit                                    |

### NederlandseNationale Hitparade
| Hitnotering: 11-05-1985 t/m 08-06-1985 | Hitnotering: 11-05-1985 t/m 08-06-1985 | Hitnotering: 11-05-1985 t/m 08-06-1985 | Hitnotering: 11-05-1985 t/m 08-06-1985 | Hitnotering: 11-05-1985 t/m 08-06-1985 | Hitnotering: 11-05-1985 t/m 08-06-1985 | Hitnotering: 11-05-1985 t/m 08-06-1985 |
| Week:                                  | 1                                      | 2                                      | 3                                      | 4                                      | 5                                      |                                        |
| -------------------------------------- | -------------------------------------- | -------------------------------------- | -------------------------------------- | -------------------------------------- | -------------------------------------- | -------------------------------------- |
| Positie:                               | 28                                     | 28                                     | 24                                     | 22                                     | 42                                     | uit                                    |

## Versie van Queen
Het nummer is, na de dood van Mercury in 1991, geremixt door de overgebleven leden van Queen en op 28 februari 1996 uitgebracht als single in Japan. De instrumenten werden opnieuw ingespeeld door de bandleden. Het was het eerste nummer van Queen dat de Japanse hitlijsten binnenkwam sinds Teo Torriatte (Let Us Cling Together) in 1977. In tegenstelling tot het origineel bevat deze versie een gitaarsolo en kreten uit A Kind of Magic ("Hahaha, it's magic!"), Living on My Own ("I get so lonely, yeah!") en Hammer to Fall ("Give it to me!"). Het nummer staat ook op Queens album Made in Heaven.
Het nummer werd in 2005 voor het eerste live gespeeld tijdens de tournee van Queen en Paul Rodgers door Japan. Hierbij speelden Brian May (gitarist) en Roger Taylor (drummer) het nummer akoestisch.

### Hitnoteringen
| Jaar | Land  | Hoogste positie |
| ---- | ----- | --------------- |
| 1996 | Japan | 45              |
| 2004 | Japan | 40              |